# لي شيبارد
لي شيبارد (بالإنجليزية: Lee Sheppard)‏ هو فنان قصص مصورة ورسام كارتون أسترالي، ولد في 22 أغسطس 1974.

## وصلات خارجية
- لي شيبارد على موقع IMDb (الإنجليزية)